# Rebecca (Better Call Saul)
«Rebecca» es el quinto episodio de la segunda temporada de la serie de televisión estadounidense de AMC Better Call Saul, la serie derivada de Breaking Bad. El episodio, escrito por Ann Cherkis y dirigido por John Shiban, se emitió el 14 de marzo de 2016 en AMC en Estados Unidos. Fuera de Estados Unidos, se estrenó en el servicio de streaming Netflix en varios países.

## Trama

### Introducción
En una analepsis, se muestra que Chuck aún no ha experimentado los síntomas de hipersensibilidad electromagnética, ya que cambia fácilmente una bombilla en su comedor. Jimmy visita la casa de Chuck poco después de mudarse a Albuquerque, donde conoce a la esposa de Chuck, Rebecca (Ann Cusack). Durante la cena, Rebecca está encantada con la personalidad y el carisma de Jimmy, lo que hace que Chuck se sienta incómodo.

### Historia principal
Jimmy se encuentra con Kim en la sala de revisión de documentos de HHM, donde es relegada al trabajo de nivel de entrada y le propone demandar a HHM por discriminación y creación de un ambiente de trabajo hostil. Kim rechaza esta idea, sugiriendo que sería un suicidio profesional porque nadie la contrataría nunca más. Ella le dice a Jimmy que se preocupe por su propio trabajo mientras ella se preocupa por el suyo. A lo largo de su día, Jimmy es acompañado por la asociada menor Erin (Jessie Ennis), quien afirma que quiere ayudar a Jimmy a encajar mejor en D&M, aunque Jimmy se da cuenta de que Cliff la dirigió a «cuidarlo» a raíz de la controversia por su anuncio televisivo.
Kim decide que traer un nuevo cliente importante a HHM es su mejor curso de acción para escapar de la revisión de documentos, por lo que pasa su tiempo libre llamando al colegio de leyes, bufete de abogados y contactos comerciales. Kim aprovecha una de estas relaciones para conseguir que el Banco Mesa Verde sea un cliente, lo que significa el potencial de millones de dólares en ingresos para HHM. Howard está feliz de tener un nuevo cliente, pero no le da crédito a Kim y la mantiene trabajando en la revisión de documentos.
Chuck promete trabajar en la transferencia de Kim fuera de la revisión de documentos, y le cuenta una historia sobre cuando Jimmy y el difunto padre de Chuck dirigieron una tienda en Cícero (Illinois). Según Chuck, Jimmy malversó dinero, lo que finalmente llevó al fracaso de la tienda. Como resultado, Chuck siempre es escéptico de los planes de Jimmy.
Héctor Salamanca, el líder del cártel de drogas Salamanca y tío de Tuco se acerca a Mike. Héctor no tiene problemas con que Tuco pase tiempo en prisión como una experiencia de aprendizaje, pero se opone a la duración de la sentencia que recibirá por agresión con un arma mortal. Le ofrece USD $5,000 para decirle a la policía que el arma en la escena de la pelea entre Tuco y Mike era de Mike, lo que resultará en una reducción de la sentencia de Tuco.

## Recepción

### Audiencias
Al emitirse, el episodio recibió 1,99 millones de espectadores en Estados Unidos, y una audiencia de 0,8 millones entre adultos de 18 a 49 años.

### Recepción crítica
El episodio recibió reseñas positivas de los críticos. Tiene una calificación 92% positiva con un puntaje promedio de 8,1 de 10 en el sitio agregador de reseñas Rotten Tomatoes. El consenso de los críticos dice: ««Rebecca», efectivamente sutil y refinada, arroja luz sobre la relación de los hermanos McGill mientras se enfoca en las formas en que Kim se ve afectada por las consecuencias de los errores de Jimmy».
Terri Schwartz de IGN le dio al episodio una calificación de 9,0, escribiendo «Better Call Saul le quitó el foco a Jimmy para un gran episodio de Kim y Chuck».